# Östra Ryd
Östra Ryd – miejscowość (tätort) w Szwecji, w regionie administracyjnym (län) Östergötland, w gminie Söderköping.
Według danych Szwedzkiego Urzędu Statystycznego liczba ludności wyniosła: 477 (31 grudnia 2015), 469 (31 grudnia 2018) i 460 (31 grudnia 2019).